# Coleoxestia rubromaculata
Coleoxestia rubromaculata es una especie de escarabajo longicornio del género Coleoxestia, tribu Cerambycini, subfamilia Cerambycinae. Fue descrita científicamente por Gounelle en 1909.

## Descripción
Mide 20-35 milímetros de longitud.

## Distribución
Se distribuye por Brasil, Colombia, Costa Rica, Ecuador, Guayana Francesa, Honduras, Nicaragua, Panamá y Perú.